# آرثر سميث (لاعب كريكت)
آرثر سميث (3 ديسمبر 1857 في المملكة المتحدة - 3 يونيو 1937) (بالإنجليزية: Arthur Smith)‏ هو لاعب كريكت بريطاني (وحمل سابقاً جنسية المملكة المتحدة لبريطانيا العظمى وأيرلندا).

## وصلات خارجية
- آرثر سميث على موقع إي آس بي آن كريك إنفو (الإنجليزية)